# Norteño

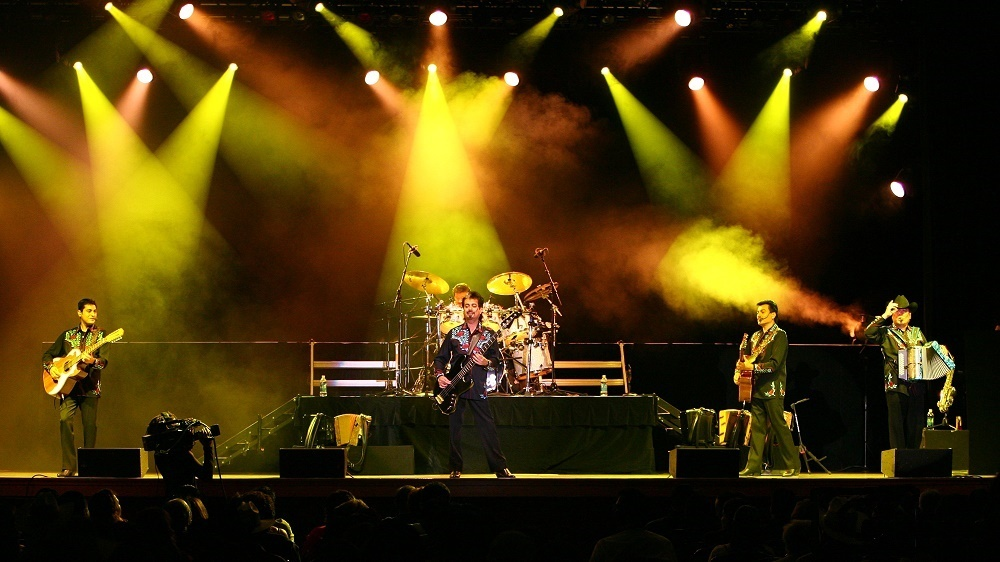
Los Tigres Del Norte si esibiscono in un casinò californiano nel 2006; è una delle band di Norteño più popolari.

Norteño (norˈteɲo, del nord), anche chiamata música norteña, è un genere di musica messicana connessa alla polka e al corrido. Così come suggerito dal nome, Norteño è la tipica musica del Messico settentrionale.
La fisarmonica e il bajo sexto sono gli strumenti più caratteristici del norteño. Il genere è popolare in Messico e negli Stati Uniti, in particolare tra la comunità messicana e messicana-americana ed è diventato popolare in Spagna e in molti paesi dell'America Latina fino al Cile e alla Colombia. Sebbene provenga da zone rurali, il norteño è popolare nelle aree urbane e rurali.
Tra gli artisti di norteño più popolari ci sono Ramón Ayala, Intocable, Los Cadetes de Linares, Los Alegres de Terán, Los Tigres del Norte, Los Huracanes del Norte, Los Rieleros del Norte e Los Tucanes de Tijuana. Le stazioni radio locali hanno continuato a esercitare un'influenza importante nella divulgazione del norteño nella comunità messicana-americana.
Un conjunto norteño è un tipo di complesso folk messicano. Comprende principalmente la fisarmonica diatonica, il bajo sexto, il basso elettrico o il contrabbasso, la batteria e talvolta il sassofono.

## Repertorio
Il repertorio del norteño comprende canción ranchera, corrido, ballata, cumbia, huapango norteño, polka, redova e chotis.
Esempi vocali:
- Ranchera polka ({\displaystyle {\frac {2}{4}}}) – "Carta Abierta"
- Ranchera vals ({\displaystyle {\frac {3}{4}}}) – "Tragos amargos"
- Corrido polka ({\displaystyle {\frac {2}{4}}}) – "Contrabando y traición"
- Corrido vals ({\displaystyle {\frac {3}{4}}}) – "Gerardo González"
- Corrido mazurka ({\displaystyle {\frac {6}{8}}}) – "Catalino y los rurales"
- Bolero ({\displaystyle {\frac {4}{4}}}) - "Mi tesoro"

Esempi strumentali:
- Huapango norteño ({\displaystyle {\frac {6}{8}}}) – "El texanito", "El Mezquitón"
- Polka ({\displaystyle {\frac {2}{4}}}) – "El Circo"
- Chotis ({\displaystyle {\frac {4}{4}}}) – "El Cerro de la Silla"
- Redova ({\displaystyle {\frac {3}{4}}}) – "De China a Bravo"

## Storia

### Origini

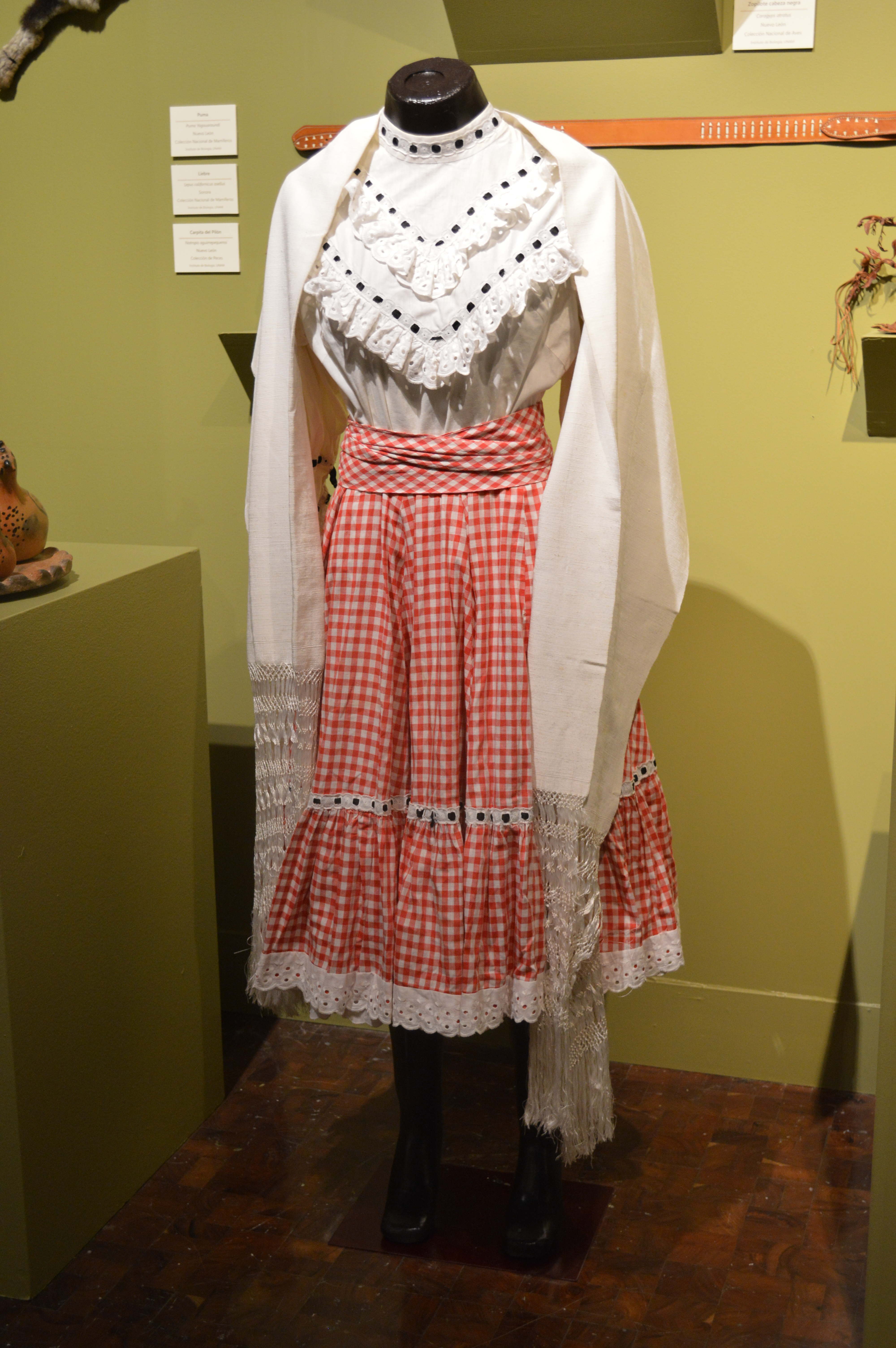
Dress to dance polka and redova from Nuevo León, displayed at the Museo de Arte Popular in Mexico City

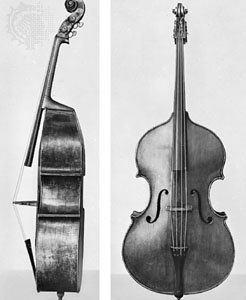
Il tololoche del Messico, uno strumento musicale

L'Imperatore Massimiliano I fu il primo a portare la musica dell'Europa Centrale in Messico. Nel 1864 aveva accumulato bande musicali e musicisti per intrattenerlo. Quando l'impero di Massimiliano fu sconfitto, molti dei suoi ex soldati e compatrioti fuggirono a nord e si dispersero in quello che ora è il sud-ovest degli Stati Uniti. La musica del Norteño si sviluppò dall'unione di tradizioni orali e musicali messicane e spagnole, strumentazione di ottoni da banda militare e stili musicali germanici come la polka e il valzer.
Gli immigrati europei dalla Germania, dalla Polonia, dalla Repubblica Ceca al Messico settentrionale e dagli Stati Uniti sudoccidentali portarono anche tradizioni di danza come i varsovienne. L'attenzione alla fisarmonica nella musica dei loro paesi d'origine fu integrata nella musica messicana e lo strumento è essenziale nel genere di oggi. Si chiamava norteño perché era più popolare nelle regioni settentrionali del Messico.
Gli anni '10 e '20 avanzati furono l'età d'oro del corrido, una forma di ballata. Messicani su entrambi i lati del confine vennero a San Antonio, in Texas, per registrare negli alberghi. Le loro canzoni commemorano la rivoluzione politica messicana dell'epoca. Los Alegres de Terán fu tra le prime band di norteño. Più tardi nel secolo il genere divenne più commerciale con le opere di Los Relámpagos del Norte e altri gruppi. Band più recenti come Intocable integrano elementi di musica rock e altri stili popolari.

### Paragone col Tejano

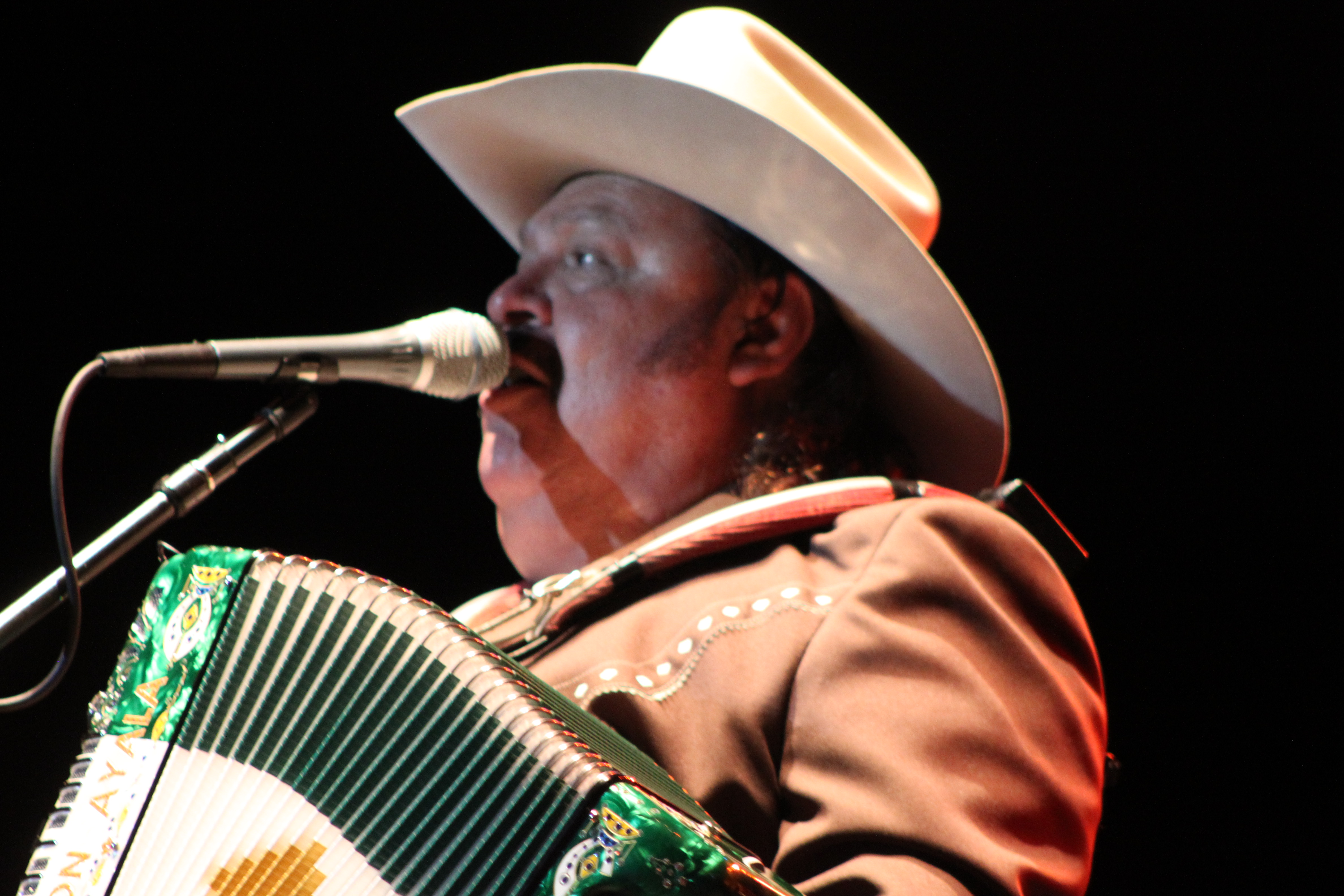
Ramón Ayala

Negli anni '50, la pesante influenza del norteño sulla musica tradizionale messicana-americana nel sud del Texas diede origine a una nuova forma di musica popolare chiamata Tejano o "Tex-Mex". È stato influenzato dal rock and roll americano e dallo swing. La musica Tejano spesso include testi in inglese e potrebbe sembrare molto più simile al rock americano e alla musica country, ma è un genere assai ampio che incorpora molti stili diversi.
Poiché la musica Tejano deriva dal norteño, i due vengono spesso confusi. Il Tejano è più influenzato dagli stili musicali americani come il country e il jazz, mentre il norteño è meno americanizzato, con un sound rurale e tradizionale.

### Modernizzazione

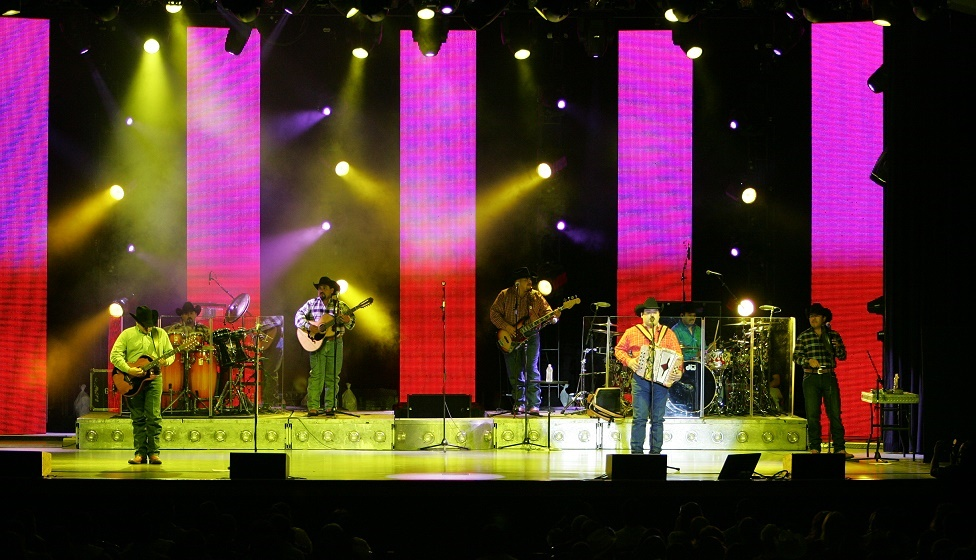
Intocable

Il norteño moderno si è anche discostato in modo significativo dal più originale "oldie" norteño di artisti ante 1950 come Narciso Martínez. Dagli anni '70 e '80 sono state aggiunte chitarre basso elettrico e una moderna impostazione della batteria. Il tradizionale stile bajo sexto-fisarmonica dei Los Alegres de Terán e Antonio Aguilar si è trasformato nello stile moderno tipico dei Los Tigres del Norte, Intocable, Duelo e Los Tucanes De Tijuana. Le canzoni attuali possono contenere percussioni, sassofono o tastiera elettronica. Nel 2014 Los Tigres del Norte hanno pubblicato l'album Realidades, che contiene la canzone "Era Diferente" (che significa "Lei era differente") su una lesbica adolescente che si innamora della sua migliore amica; secondo il cantante e compositore Jorge Hernandez, questa è la prima volta che un gruppo norteño ha mai scritto una canzone di amore gay.
I generi simili al norteño includono banda e duranguense. Queste bande impiegano principalmente strumenti di ottone al posto di fisarmoniche e chitarre, ma possono eseguire le stesse canzoni. Poiché molti di questi nomi di gruppi contengono nomi di stati messicani o una descrizione geografica generale, come "de la Sierra", norteño, banda, duranguense e altri generi simili possono essere classificati in una categoria nota come "musica messicana regionale". Inoltre il norteño è una musica di confine, motivo per cui molti gruppi del Nord hanno scelto di aggiungere "del Norte" ai loro nomi di gruppo.

## Stili regionali
Il Norteño ha molti stili regionali differenti. Il Norteño in Texas, ad esempio, rischia di essere influenzato dalla musica americana, mentre gli artisti del Nuevo León e del Tamaulipas possono avere influenze dai Caraibi. Jalisco e Sinaloa hanno anche prodotto band di norteño, anche se i due stati sono più strettamente collegati agli stili musicali di banda e duranguense. Il norteño di Chihuahua e di Zacatecas spesso combina il sassofono e la fisarmonica. Ogni band di norteño ha anche il suo particolare adorno, un intermezzo musicale tra i testi. Ad esempio, l'adorno dei Los Rieleros del Norte è in genere una scala discendente.

## Interpreti

### Anni 40 e 50
- Antonio Tanguma
- Cuco Sánchez
- Flor Silvestre
- Francisco Avitia
- Javier Solís
- Jorge Negrete
- Lola Beltrán
- Los Alegres de Terán
- Los Montañeses del Álamo
- Los Broncos de Reynosa
- Eulalio González "Piporro"
- Los Donneños
- Los Hermanos Banda
- Los Gorriones del Topo Chico
- Miguel Aceves Mejía
- Dueto Carta Blanca
- Pedro Infante

### Anni 60 e 70
- Aida Cuevas
- Antonio Aguilar
- Federico Villa
- Lupe y Polo
- Los Cadetes de Linares
- El Palomo y El Gorrión
- José Alfredo Jimenéz
- Los Gavilanes del Norte (Pedro y Naty)
- Los Rancheritos del Topo Chico
- Los Relámpagos del Norte
- Los Coyotes del Río Bravo
- Los Cuatreros de Sonora
- Los Troqueros
- Los Saylor' s
- Lucha Villa
- Cornelio Reyna
- Dueto Alma Norteña
- Dueto Frontera
- Pepe Hernández
- Juan Miranda
- Juan Salazar
- Juan Montoya
- Homero Prado
- Las Jilguerillas
- Los Hermanos Vázquez
- Los Líricos de Terán
- Los Invasores de Nuevo León
- Hector Montemayor
- Los Regionales del Bravo
- Los Brillantes de Monterrey
- Los Barón de Apodaca
- Mario Saucedo
- Lorenzo de Monteclaro
- Poncho Villagómez
- Ramón Ayala
- Rogelio Gutiérrez y su conjunto Norteño
- Hermanos Prado
- Los Tremendos Gavilanes (Salomón Prado y Juan Torres)
- Las Norteñitas
- Los Satélites de Fidencio Ayala
- Pedro Yerena
- Mundo Miranda
- Chuy Sánchez
- Hermanos Villarreal
- Los Cachorros
- Luis Águilar
- Luis y Julián
- Carlos y José
- Los Tigres del Norte

### Anni 80 e 90
- Salomón Robles y sus Legendarios
- Grupo Encadenado de Lalo Banda
- La Rondalla de Saltillo
- Lalo Mora
- Chalino Sánchez
- El Poder del Norte
- Los Felinos
- Los Traileros del Norte
- Los Cardenales de Nuevo Leon
- Los Capos de México
- Grupo Bronco
- Lorenzo Salas
- Los Huracanes del Norte
- Intocable
- Los Tucanes de Tijuana
- Los Rayos de México
- Grupo Pesado
- Grupo Duelo
- Tigrillos
- Los Pedernales
- Grupo Limite
- Grupo Palomo
- Conjunto Rio Grande
- Conjunto primavera
- Polo Urías Y Su Máquina Norteña
- Maquinaria Norteña
- Los Tiranos Del Norte
- Grupo Peligro
- Paco Barrón y sus Norteños Clan
- Grupo Exterminador
- Los Hermanos Vega
- Sergio Vega y los Rayos Del Norte
- Ramon Vega Y su Grupo
- Cornelio Vega Y sus Arrieros
- Freddy Vega
- Ramón Ayala Jr.

### Anni 2000
- Los Herederos de Nuevo León
- Los meros meros de la sierra
- Los Alegres de la Sierra
- Los Alegres del Barranco
- Los Canelos de Durango
- Los Pumas del Norte
- Los Rieleros del Norte
- Los Serios
- Maya Y Sus Potrillos Del Norte
- Conjunto 4 Norte
- Conjunto Indomable
- Conjunto Salvaje
- La Kumbre con K
- Raza Obrera
- Los Ramones de nuevo León
- Nueva Dimensión
- La Iniciativa Norteña
- Paisanos de Chihuahua
- Los Obreros del norte
- Plan Norteño
- Grupo La Figura
- Grupo Latente
- Grupo Implakable
- Grupo Cabalgata
- Kike Maldonado y sus norteños
- Los Hermanos Ariza Show
- Vagón Chicano